# سانوکو
سانوکو (انگلیسی: Sunoco) شرکت نفت آمریکایی است، که در بخش پایین‌دستی صنعت نفت؛ شامل پالایش نفت، بازاریابی و مدیریت جایگاه‌های سوخت، همچنین صنایع پتروشیمی فعالیت می‌کند. شرکت سانوکو در سال ۱۸۸۶ توسط جوزف نیوتن پیو تأسیس شد و هم‌اکنون مالک شبکه‌ای از ۴٫۷۰۰ جایگاه پمپ‌بنزین در ۲۶ ایالت می‌باشد. دفتر مرکزی این شرکت در ساختمان بی‌ان‌وای ملون سنتر، در شهر فیلادلفیا، پنسیلوانیا قرار دارد.